# 地狱朝鲜

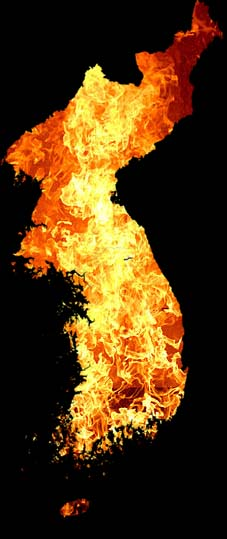
一张描绘“地獄火半島”的图片，由地獄火的顏色繪製的整個朝鮮半島的地图

地狱朝鲜（：／）是2010年后韩国兴起的网络语言，英语（地狱）与韩国历史名称「朝鮮」的合成词，指韓國與朝鮮王朝一樣是地獄般的、絕望的社會（青年失業、經濟不平等、工作時間過長、儘管努力工作仍無法擺脫貧困、偏袒既得利益的社會以及日常生活中普遍的非理性）。
該詞被認為於2010年發源於匿名網路聊天室，後來在世越号沈沒事故以後流傳開來，並在2015年因為經濟低迷等問題成為網路流行語。
類似詞彙有「脱朝鮮」（通過移民等方式離開韓國之意）、「亡韓民國」（韓語：망한민국）、「地獄火半島」（韓語：지옥불반도）等。

## 影響
2019年1月28日，文在寅政府的總統秘書室經濟輔佐官金顯哲在演講時說道「不要因為找不到工作就喊『地獄朝鮮』，看看ASEAN的話就是『幸福（Happy）朝鮮』」，後來於次日因此言論辭職。